# Półprosta

Prosta, półprosta i odcinek. Dla prostej i półprostej widać tylko fragment mieszczący się na rysunku. Wypełnione kółeczka (tzw. nulki) symbolizują punkty na końcach odcinka i na początku półprostej, które także do odcinka i półprostej należą.

Półprosta – figura geometryczna składająca się z punktów prostej leżących po jednej stronie pewnego punktu tej prostej. Punkt ten jest nazywany początkiem półprostej. Bardzo często do tak określonej półprostej dołącza się początek półprostej – mówimy wówczas o półprostej domkniętej (z początkiem). W przeciwnym wypadku mówimy o półprostej otwartej (bez początku).
Półprostą o początku w punkcie {\displaystyle A} i przechodzącą przez punkt {\displaystyle B} oznaczamy jako półprostą {\displaystyle AB.}
Niekiedy półprostą nazywa się promieniem. Często wygodnie jest oznaczać przez {\displaystyle A/B} promień otwarty wychodzący z punktu {\displaystyle A} i nieprzechodzący przez punkt {\displaystyle B}. Inaczej mówiąc, promień {\displaystyle A/B} składa się z tych punktów prostej {\displaystyle AB,} które leżą po przeciwnej stronie punktu {\displaystyle A} niż punkt {\displaystyle B.}

## Inne definicje półprostej
- Półprostą (domkniętą) o początku w punkcie {\displaystyle A} można też zdefiniować jako maksymalny podzbiór prostej przechodzącej przez punkt {\displaystyle A,} taki że punkt {\displaystyle A} należy do tego podzbioru, ale nie leży on między żadnymi dwoma innymi punktami tego podzbioru.
- Półprostą (domkniętą) {\displaystyle AB} można również zdefiniować jako sumę mnogościową wszystkich odcinków o końcu w punkcie {\displaystyle A} zawierających punkt {\displaystyle B}[5].

## Własności
- Zbiór rzędnych punktów danej półprostej jest albo zbiorem jednopunktowym (gdy półprosta jest zawarta w prostej prostopadłej do osi rzędnych), albo przedziałem nieskończonym. To samo można powiedzieć o zbiorze odciętych punktów półprostej[b].
- Dla każdych dwóch różnych punktów {\displaystyle A} i {\displaystyle B} półproste {\displaystyle A/B} i {\displaystyle B/A} są rozłączne. Suma mnogościowa tych promieni i odcinka {\displaystyle {\overline {AB}}} jest równa prostej {\displaystyle AB{:}}

{\displaystyle A/B\cup {\overline {AB}}\cup B/A={\text{prosta }}AB.}
- Na zbiorze półprostych (promieni) zawartych w danej prostej można określić relację równoważności {\displaystyle R_{k}.} Promienie {\displaystyle p_{1}} i {\displaystyle p_{2}} są w niej równoważne, jeśli jeden z nich jest zawarty w drugim:

{\displaystyle p_{1}R_{k}p_{2}\Leftrightarrow p_{1}\subset p_{2}\vee p_{2}\subset p_{1},}
Relacja ta ma dwie klasy równoważności nazywane kierunkami promieni na tej prostej.